# Tron we krwi
Tron we krwi (jap. 蜘蛛巣城 Kumonosu-jō; Zamek Pajęczej Sieci) – japoński film w reżyserii Akiry Kurosawy z 1957 roku, powstały w oparciu o Makbeta Williama Shakespeare’a. Zdjęcia plenerowe kręcono w prefekturze Shizuoka. 
Kurosawa, ceniący Shakespeare’a, nakręcił później jeszcze dwa filmy na podstawie jego dramatów: Zły śpi spokojnie (z 1960; Hamlet) i Ran – (1985; Król Lear).
Akcja zostaje przeniesiona z jedenastowiecznej Szkocji do Japonii okresu Sengoku (1467–1573). Bohaterami filmu są samuraje, zmieniono niektóre wątki. Makbetowi myśl o zabiciu Duncana przychodzi po wysłuchaniu przepowiedni czarownic. Samurajowi Washizu – w wersji japońskiej – pomysł ten podsuwa jego żona, Asaji, uosobiająca zło (u Kurosawy kobiety częstokroć utożsamiane były ze złem). Washizu stara się żyć w zgodzie z kodeksem samurajskim bushidō, co nakazuje mu bezwzględną lojalność wobec swojego pana, ale właśnie pod wpływem namów żony decyduje się go zabić, aby objąć władzę.
Zmianie uległy także inne szczegóły, np. trzy wiedźmy zastąpiono jedną, nazywaną przez bohaterów mono-no-ke („zjawa”, „widmo”, „zły duch”, „istota nadprzyrodzona”).

## Obsada
- Toshirō Mifune – Taketori Washizu
- Isuzu Yamada – Asaji, żona Washizu
- Minoru Chiaki – Miki
- Akira Kubo – Yoshiteru
- Takamaru Sasaki – Kuniharu Tsuzuki
- Takashi Shimura – Noriyasu Odagura
- Hiroshi Tachikawa – syn Kuniharu
- Chieko Naniwa – wiedźma
- Yoshio Tsuchiya
- Isao Kimura
- Yoshio Inaba
- Shinpei Takagi – komandor
- Kokuten Kōdō – dowódca wojskowy
- Kichijirō Ueda – pracownik Washizu
- Senkichi Ōmura – samuraj Washizu